# Piotr Sałajczyk
Piotr Sałajczyk (ur. 7 stycznia 1982 w Warszawie) – polski pianista klasyczny i pedagog. Występuje jako solista i kameralista. Zagrał wiele prawykonań muzyki poważnej najnowszej.

## Życiorys
Pianista, urodzony w 1982 roku w Warszawie. Nagrywał dla wytwórni DUX, CD Accord, Naxos i Haenssler oraz dla Programu 2 Polskiego Radia, belgijskiej rozgłośni Musiq3, Deutschlandradio oraz HR2. Dokonał wielu prawykonań muzyki najnowszej. Ukończył z wyróżnieniem Akademię Muzyczną im. Karola Szymanowskiego w Katowicach w klasie fortepianu pod kierunkiem profesora Józefa Stompla. Studia uzupełniał w Mozarteum w Salzburgu u prof. Pawła Giliłowa. Swoje umiejętności doskonalił także na kursach mistrzowskich, prowadzonych przez Aleksieja Maksymowa, Wiesława Szlachtę, Christophera Wynekena oraz Krystiana Zimermana. Obecnie jest adiunktem w katowickiej uczelni. Pianista Sommerakademie Salzburg.
Jego debiutancka płyta z ostatnimi sonatami Ludwiga van Beethovena i Franza Schuberta (DUX) otrzymała tytuł „Maestro” francuskiego miesięcznika „Pianiste”. Niezwykłym wydarzeniem fonograficznym jest wydany w 2017 roku przez DUX album z pierwszym w historii nagraniem kompletu utworów fortepianowych Juliusza Zarębskiego, ulubionego ucznia Liszta, niesłusznie zapomnianego polskiego kompozytora epoki romantyzmu. Na trzech płytach umieszczono utwory na fortepian solo, na czwartej możemy posłuchać utworów na cztery ręce (Sałajczykowi towarzyszy Maria Szwajgier-Kułakowska).
Nagrania Piotra Sałajczyka były doceniane i nagradzane w kraju i za granicą. Przyniosły mu między innymi nagrody takie jak Pizzicato Supersonic magazynu „Pizzicato” z Luksemburga, 5 de Diapason, cztery nominacje do nagrody Fryderyk, tytuł płyty miesiąca Opera Nederland oraz srebrny medal Global Music Award.

## Działalność koncertowa
Jako kameralista współpracuje z wieloma wybitnymi artystami, między innymi Urszulą Kryger, Piotrem Pławnerem, Kwartetem Śląskim i kwartetem Apollon Musagète. Jako solista występował z wieloma orkiestrami, m.in. Narodową Orkiestrą Symfoniczną Polskiego Radia, Filharmonią Śląską, Sinfonią Iuventus, Sinfoniettą Cracovia, Filharmonią Narodową, Polską Orkiestrą Radiową. Współpracuje z Orkiestrą Kameralną Miasta Tychy AUKSO oraz Orkiestrą Muzyki Nowej. Był członkiem kwintetu fortepianowego Lasoń Ensemble, działającego pod patronatem miasta Mikołowa. Jest również pianistą Sommerakademie Salzburg oraz członkiem Wajnberg Trio.
Brał udział w wielu festiwalach w Polsce (Warszawska Jesień, Festiwal Muzyki Pawła Szymańskiego i Chopiniana w Warszawie, katowickie Ars Cameralis, Wratislavia Cantans, Musica Polonica Nova, Chantarelle Festival, Międzynarodowy Festiwal im. Grzegorza Gerwazego Gorczyckiego, Międzynarodowy Festiwal Kompozytorów Krakowskich, Festiwal Muzyki Kameralnej Kwartet Śląski i jego goście, Sacrum Profanum, Festiwal Prawykonań NOSPR, Festiwal Pianistyki Polskiej w Słupsku) i na świecie (Aksamitna Kurtyna we Lwowie, Lwowski Międzynarodowy Festiwal Wirtuozi, Sommets Musicaux de Gstaad w Szwajcarii, Bejing Modern Music Festival, Intersonanzen w Poczdamie, Unerhoerte Musik w Berlinie, Festiwal im. Anatolija Kos-Anatolskiego w Kołomyji, niemiecki Usedomer Musikfestival, szwajcarski Musique et Neige oraz Festiwal Wiosna w Budapeszcie).

## Nagrody i wyróżnienia
Laureat m.in. I nagrody na VII Międzynarodowym Konkursie Pianistycznym Fryderyka Chopina dla Dzieci i Młodzieży w Szafarni (1999), nagrody dla najlepszego pianisty akompaniatora na V Konkursie Muzyki XX i XXI w. w Radziejowicach i Warszawie (2002), III nagrody na Międzynarodowym Konkursie Kameralnym Contessa Tina Orsi Anguissola Scotti w Pianello Val Tidone (2010).
W 2017 roku nominowany do Paszportu Polityki „za wrażliwość i inteligencję, z którymi podchodzi do zapominanego na naszych estradach repertuaru”. W 2018 roku laureat Fryderyka w kategorii Najlepszy Album Muzyka Kameralna za album z kompozycjami Mieczysława Wajnberga nagrany z Kwartetem Śląskim oraz Nagrody Orfeusza „za wybitne kreacje wykonawcze muzyki polskiej” przyznanej przez Zarząd Główny Stowarzyszenia Polskich Artystów Muzyków.

## Dyskografia

### Albumy solowe
- 2011: Beethoven ⦀ Schubert [DUX]

### Albumy kolaboracyjne
- 2012: + Dagmara Świtacz, Szymanowski: Songs opp. 46& 58 [DUX]
- 2015: + Silesian String Quartet, Krzysztof Meyer: Piano Quartet • Piano Quintet [Naxos]
- 2016: + Kwartet Śląski, Szymon Laks: Muzyka kameralna [Fundacja Musica Pro Bono]
- 2017: + Silesian Quartet, Mieczysław Wajnberg: String Quartet no. 7 + Piano Quintet [CD Accord]
- 2017: + Maria Szwajgier-Kułakowska, Juliusz Zarębski: Complete Piano Works in Opus Order [DUX]

### Inne
- 2011: Lasoń Ensemble Kameraliści Mikołowa, Bacewicz / Zarębski / Lasoń: Polskie kwintety fortepianowe [CD Accord]
- 2012: 3x4+8 [CD Accord]